# Jamming
Pistes de Exodus
Exodus Waiting in Vain
Jamming est la sixième piste de l'album vinyle Exodus, et la première piste du deuxième CD du même album. La chanson est aussi la piste 14 de la compilation des meilleurs titres de Bob Marley et des Wailers, Legend.
On ignore si Jamming fait référence à la Jam session ou à fumer du cannabis.  
L'effectif instrumental est riche : batterie, percussions, guitare basse électrique, guitare électrique, orgue électronique, piano, chœur et la voix de Bob Marley.

## Reprise et utilisation dans les films ou séries télévisées
- La chanson est utilisée dans l'épisode Un chien de ma chienne de la saison 8 des Simpson.
- La chanson est utilisée dans un passage du film How High.
- La chanson est jouée dans le film Captain Ron.
- La chanson est utilisée dans l'épisode intitulé Celui qui se sacrifiait de la série télévisée Friends.
- La chanson est chantée au cours de la lune de miel du film Polly et moi.
- La chanson est adaptée sous le nom de Roaming pour une publicité de Vodafone.
- La chanson est utilisée pour le générique de début de  Jenseits der Mauer (2009).